# Nyctiellus lepidus
Nyctiellus lepidus (Gervais, 1837) è un pipistrello della famiglia dei Natalidi, unica specie del genere Nyctiellus (Gervais, 1855), diffuso nei Caraibi.

## Descrizione

### Dimensioni
Pipistrello di piccole dimensioni con la lunghezza dell'avambraccio tra 27 e 32 mm, la lunghezza della coda tra 25 e 35 mm, la lunghezza delle orecchie tra 8 e 10 mm, un'apertura alare fino a 213 mm e un peso fino a 3 g.

### Caratteristiche craniche e dentarie
Il cranio è minuto, delicato e allungato. La scatola cranica è rotonda e molto elevata rispetto al rostro. La cresta sagittale è ben sviluppata. I denti sono sviluppati. Gli incisivi sono tricuspidati.
Sono caratterizzati dalla seguente formula dentaria:

### Aspetto
La pelliccia è corta e densa. Il colore generale del corpo varia dal grigio-brunastro al bruno-giallastro. Il muso è largo e corto, schiacciato dorsalmente e con l'organo natalide ridotto e posizionato a metà del muso. La zona centrale del labbro inferiore è ingrossata. Il labbro superiore è ricoperto densamente di lunghi peli sottili curvati verso il basso, simili a dei baffi. Le orecchie sono a forma di imbuto e separate. Il trago è leggermente più corto del padiglione auricolare. Le membrane alari sono attaccate posteriormente alla metà inferiore della tibia.  Il pollice è relativamente corto. La coda è molto lunga e completamente inclusa nell'ampio uropatagio. Il calcar è fino e cartilagineo.

## Biologia

### Comportamento
Si rifugia all'interno di grotte calde ed umide in colonie fino a diverse migliaia di individui. Talvolta i sessi si aggregano separatamente.

### Alimentazione
Si nutre di insetti catturati in volo.

### Riproduzione
Sembra sia presente soltanto una stagione riproduttiva tra dicembre e gennaio. Le femmine danno alla luce un piccolo alla volta dopo 8-10 mesi di gestazione. Probabilmente è presente uno sviluppo embrionico esteso, poiché i piccoli alla nascita sono già relativamente grandi, con un peso di circa la metà di quello delle madri.

## Distribuzione e habitat
Questa specie è diffusa sull'isola di Cuba, Isola dei Pini, e sulle isole di Long, Eleuthera e Little Exuma, nelle Bahamas.
Vive nelle foreste tropicali di pianura e collinari.

## Conservazione
La IUCN Red List, considerato il vasto areale, classifica N.lepidus come specie a rischio minimo (Least Concern)).